# IC 2187
IC 2187 је елиптична галаксија у сазвјежђу Близанци која се налази на листи објеката дубоког неба у Индекс каталогу.
Деклинација објекта је + 21° 28' 58" а ректасцензија 7h 22m 43,3s. Привидна величина (магнитуда) објекта IC 2187 износи 14,2 а фотографска магнитуда 15,2. IC 2187 је још познат и под ознакама MCG 4-18-10, CGCG 117-25, PGC 20857.